# Gaffel (zeilen)
Een gaffel is een rondhout, waaraan het grootzeil is bevestigd. De gaffel wordt met name toegepast op klassieke schepen; op de moderne jachten komt een gaffeltuig slechts zelden voor.

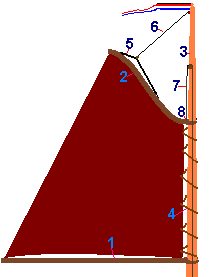
Gaffelgetuigd grootzeil
----

Het bovenlijk van het grootzeil zit vast aan of in de gaffel. Aan de bovenkant van de gaffel zit de spruit, waaraan de piekenval wordt bevestigd. Aan de kant van de mast zit de klauw of gaffelschoen, waaraan de klauwval wordt bevestigd. Waar de piekenval aan de spruit is bevestigd, zit vaak ook een borglijntje, dat voorkomt dat de gaffel bij het strijken naar beneden valt.
De klauwval en de piekenval worden gezamenlijk gebruikt voor het hijsen van het zeil. Tijdens het hijsen kan de gaffel het beste horizontaal blijven. Het voorlijk van het zeil zal eerder op spanning zijn dan het achterlijk van het zeil; wanneer het voorlijk op spanning is wordt de gaffel met behulp van de piekenval verder doorgehesen om het achterlijk van het zeil verder op spanning te brengen. Deze procedure wordt vooral aangehouden bij grotere schepen waarbij met de hand wordt gehesen en de krachten groter zijn. Wanneer van deze procedure wordt afgeweken is het hijsen van het zeil veel zwaarder en vermoeiender; tevens ondervinden de vallen en blokken meer slijtage door de grotere krachten.
Op sommige scheepstypes (bijvoorbeeld op veel botters) wordt de gaffel gevoerd aan een enkele val, die als drieschijfstakel is uitgevoerd, met de schijf van het onderblok op de klauw en het vaste deel op de piek van de gaffel. Voordeel is de eenvoud; nadeel de beperkingen in verstelbaarheid.
Bij Hollandse gaffeltuigages wordt de gaffel vaak gekromd uitgevoerd, om op die manier meer zeiloppervlak boven in het zeil te creëren. De dwarsdoorsnede van een gaffel is meestal min of meer eivormig.